# Voie navigable d'Iisalmi
La voie navigable d'Iisalmi (finnois : Iisalmen reitti) est une voie navigable faisant partie de la voie navigable de Kallavesi du système hydrologique de la Vuoksi en Finlande. 

## Présentation
La voie part principalement des territoires de Kiuruvesi, Vieremä et Sonkajärvi en Haute-Savonie et aussi en partie de Kajaani et Vuolijoki dans la région du Kainuu. 
Ensuite, elle traverse Porovesi à Iisalmi, continue vers le sud à travers les municipalités de Lapinlahti et Maaninka, se terminant finalement dans le lac Kallavesi au nord de Kuopio. 
La voie navigable a deux canaux à écluse: le canal d'Ahkiolahti et le canal de Nerkoo. 
Il y a aussi le canal musée de Saarikoski le long de la branche menant à Kiuruvesi. 
Le long de la voie navigable, Maaninka avait le canal de Vianna qui a été désaffecté en 1873.
Le parcours comprend une voie navigable de 2,4 m de Kallavesi à Porovesi, où elle se divise en voies navigables de 1,2 m et 1,0 m vers Kiuruvesi et Vieremä, respectivement.
Il y a aussi deux centrales hydroélectriques de Savon Voima sur le parcours: Vieremän Salahmi et Maaninga Vianta.

## Zone hydrographique
Le bassin versant de la voie navigable d'Iisalmi (à une superficie de 5583 km2, dont 7,68 % de lacs.
Les plus grands lacs le long de la route, en plus de Porovesi, sont du nord au lac Nerkoonjärvi, Onkivesi, Maaninkajärvi et Ruokovesi.
La plus longue rivière est la Matkusjoki.
Les zones du bassin sont :
- zone d'Onkivesi (04.51)
- zone de Porovesi (04.52)
- zone d'Iso-Ii (04.53)
- bassin versant de Salahminjärvi (04.54)
- bassin versant de Sulkavanjärvi (04.55)
- bassin versant de Koskenjoki (04.56)
- bassin versant de Luupujoki (04.57)
- bassin versant de Sonkajärvi (04.58)
- bassin versant de Naarvanjoki (04.59)

## Centrales électriques
Deux centrales hydroélectriques de Savon Voima son en bordure de la voie navigable : Vieremän Salahmi et Maaninga Vianta.